# Base orthonormée
Pour les articles homonymes, voir BON.
En géométrie vectorielle, une base orthonormale ou base orthonormée (BON) d'un espace euclidien ou hermitien est une base de cet espace vectoriel constituée de vecteurs de norme 1 et orthogonaux deux à deux. Dans une telle base, les coordonnées d'un vecteur quelconque de l'espace sont égales aux produits scalaires respectifs de ce vecteur par chacun des vecteurs de base, et le produit scalaire de deux vecteurs quelconques a une expression canonique en fonction de leurs coordonnées.

## Définitions
Dans un espace préhilbertien E (c'est-à-dire un espace vectoriel réel ou complexe muni d'un produit scalaire), une famille (vi)i∈I de vecteurs est dite orthogonale, si ces vecteurs sont orthogonaux deux à deux :
Une telle famille est dite orthonormale, si de plus tous ses vecteurs sont unitaires :
En résumé, une famille (vi)i∈I est orthonormale si ∀i, j ∈ I ⟨vi, vj⟩ = δi,j.
Toute famille orthogonale formée de vecteurs non nuls est libre,.
Une famille orthonormale est donc libre. Elle est appelée base orthonormale de E si elle est de plus génératrice de E, autrement dit si c'est une base de E,.
Si l'espace préhilbertien E est euclidien ou hermitien, c'est-à-dire s'il est de dimension finie, une famille orthonormale est une base si et seulement si elle contient n vecteurs, où n est la dimension de E,.
Dans la suite de l'article, En désigne un espace euclidien de dimension n.

### Repère orthonormal (ou orthonormé)
Soient An un espace affine euclidien associé à l'espace vectoriel euclidien En et O un point quelconque de An, alors un repère affine
{\displaystyle {\mathcal {R}}=(\ O,{\vec {e}}_{1},{\vec {e}}_{2},...,{\vec {e}}_{n})}
est dit orthonormal si sa base associée {\displaystyle {\mathcal {B}}=({\vec {e}}_{1},{\vec {e}}_{2},...,{\vec {e}}_{n})} est elle-même orthonormale.

### En géométrie dans l'espace
En géométrie dans l'espace, la base est en général notée {\displaystyle ({\vec {i}},{\vec {j}},{\vec {k}})} au lieu de {\displaystyle ({\vec {e_{1}}},{\vec {e_{2}}},{\vec {e_{3}}})}.
Si la base est directe, alors {\displaystyle {\vec {k}}} est le produit vectoriel de {\displaystyle {\vec {i}}} et de {\displaystyle {\vec {j}}}  (c'est-à-dire {\displaystyle {\vec {k}}={\vec {i}}\wedge {\vec {j}}}).

## Propriétés

### Existence de bases orthonormales
À partir d'une base quelconque d'un espace euclidien, le procédé de Gram-Schmidt fournit une méthode constructive pour obtenir une base orthonormale de cet espace. Notamment, on peut affirmer :

Dans tout espace euclidien de dimension non nulle, il existe des bases orthonormales.
En appliquant ce résultat à l'orthogonal de l'espace engendré par une famille orthonormale de p vecteurs de En, on établit le théorème de la base orthonormale incomplète :

Toute famille orthonormale de vecteurs d'un espace euclidien peut être complétée en une base orthonormale de cet espace.
L'existence de bases orthonormales permet d'établir que l'infinité de structures euclidiennes dont peut être muni un espace vectoriel — avec des notions d'orthogonalité différentes — sont toutes isomorphes entre elles.

### Calculs dans une base orthonormale
Soit {\displaystyle {\mathcal {B}}=({\vec {e}}_{1},{\vec {e}}_{2},...,{\vec {e}}_{n})} une base orthonormale de En.
La décomposition d'un vecteur de En dans cette base est donnée par :

{\displaystyle \forall {\vec {x}}\in E_{n},{\vec {x}}=\sum _{i=1}^{n}({\vec {e}}_{i}\cdot {\vec {x}}){\vec {e}}_{i}}.
L'expression du produit scalaire de deux vecteurs de En est alors donnée par :

{\displaystyle \forall {\vec {x}},{\vec {y}}\in E_{n},({\vec {x}}\cdot {\vec {y}})=\sum _{i=1}^{n}({\vec {e}}_{i}\cdot {\vec {x}})({\vec {e}}_{i}\cdot {\vec {y}})}.
L'expression du carré de la norme d'un vecteur de En est donc :

{\displaystyle \forall {\vec {x}}\in E_{n},\|{\vec {x}}\|^{2}=\sum _{i=1}^{n}({\vec {e}}_{i}\cdot {\vec {x}})^{2}}.
Ces trois propriétés sont en fait équivalentes entre elles, et équivalentes au fait que la famille {\displaystyle {\mathcal {B}}=({\vec {e}}_{1},{\vec {e}}_{2},...,{\vec {e}}_{n})} soit une base orthonormale de En.
- Si u est un endomorphisme de En, sa matrice dans la base  {\displaystyle {\mathcal {B}}} est :{\displaystyle M=[({\vec {e}}_{i}\cdot u({\vec {e}}_{j}))]_{1\leq i,j\leq n}.}Cela permet de caractériser les endomorphismes symétriques ou les automorphismes orthogonaux par leurs matrices dans une base orthonormale : elles sont respectivement symétriques et orthogonales.
- Si En est un sous-espace vectoriel d'un espace préhilbertien E, la projection orthogonale {\displaystyle p({\vec {x}})} sur En d'un vecteur {\displaystyle {\vec {x}}} de E a pour expression{\displaystyle p({\vec {x}})=\sum _{i=1}^{n}({\vec {e}}_{i}\cdot {\vec {x}}){\vec {e}}_{i}.}

Le caractère 1-lipschitzien d'un projecteur orthogonal permet d'en déduire l'inégalité de Bessel, qui comporte une généralisation à une famille orthonormale infinie.

### Changement de base orthonormale
Si {\displaystyle {\mathcal {B}}} est une base orthonormale et {\displaystyle {\mathcal {C}}} une famille quelconque de En, alors
Les endomorphismes qui transforment une base orthonormale en une base orthonormale sont donc les automorphismes orthogonaux.